# Argentina nos Jogos Pan-Americanos
A Argentina participou de todas as quinze edições dos Jogos Pan-Americanos e sediou a competição por duas ocasiões.
Atletas argentinos ganharam um total de 991 medalhas nos Jogos Pan-americanos.
É a quinta nação que mais conquistou medalhas no total até o momento, ficando atrás apenas dos Estados Unidos, Cuba, Canadá e Brasil. Perdeu a quarta posição no quadro geral nos Jogos de Guadalajara, em 2011, quando foi superada no histórico da competição exatamente pelo seu maior rival esportivo, o Brasil.
O código de país para disputar os jogos é o mesmo que para os Jogos Olímpicos: ARG.
A Argentina foi sede da única apresentação dos Jogos Pan-Americanos de Inverno realizada até agora, em Las Leñas, 1990. Não conseguindo porém, nenhuma medalha. Além da primeira edição dos jogos de verão, em Buenos Aires, 1951.

## Sede
Cidades da Argentina sediaram o evento em duas ocasiões nos Jogos Pan-Americanos de Verão e uma no Pan de Inverno:
| Jogos                                   | Cidade-sede  | Data                            |
| --------------------------------------- | ------------ | ------------------------------- |
| Jogos Pan-Americanos de 1951            | Buenos Aires | 25 de Fevereiro – 9 de Março    |
| Jogos Pan-Americanos de Inverno de 1990 | Las Leñas    | 16 de Setembro – 22 de Setembro |
| Jogos Pan-Americanos de 1995            | Mar do Prata | 11 de Março – 26 de Março       |

## Quadro de Medalhas

### Medalhas nos Jogos de Verão
FONTE:
| Ano   | Sede             | Ouro | Prata | Bronze | Total | Pos. |
| ----- | ---------------- | ---- | ----- | ------ | ----- | ---- |
| 1951  | Buenos Aires     | 68   | 47    | 39     | 150   | 1º   |
| 1955  | Cidade do México | 27   | 33    | 20     | 80    | 2º   |
| 1959  | Chicago          | 9    | 22    | 12     | 43    | 2º   |
| 1963  | São Paulo        | 8    | 15    | 19     | 42    | 4º   |
| 1967  | Winnipeg         | 8    | 13    | 11     | 32    | 4º   |
| 1971  | Cáli             | 6    | 4     | 12     | 22    | 6º   |
| 1975  | Cidade do México | 3    | 5     | 7      | 15    | 6º   |
| 1979  | São João         | 12   | 7     | 17     | 36    | 4º   |
| 1983  | Caracas          | 2    | 11    | 22     | 35    | 7º   |
| 1987  | Indianápolis     | 12   | 14    | 22     | 48    | 5º   |
| 1991  | Havana           | 11   | 15    | 29     | 55    | 6º   |
| 1995  | Mar do Prata     | 40   | 45    | 74     | 159   | 4º   |
| 1999  | Winnipeg         | 25   | 19    | 28     | 72    | 5º   |
| 2003  | Santo Domingo    | 16   | 20    | 27     | 63    | 7º   |
| 2007  | Rio de Janeiro   | 11   | 16    | 33     | 60    | 8º   |
| 2011  | Guadalajara      | 21   | 19    | 34     | 74    | 7º   |
| 2015  | Toronto          | 15   | 29    | 30     | 74    | 7º   |
| Total | Total            | 294  | 331   | 434    | 1059  | 5º   |

### Medalhas nos Jogos de Inverno
| Ano   | Sede      | Ouro | Prata | Bronze | Total | Posição |
| 1990  | Las Leñas | 0    | 0     | 0      | 0     | 3º      |
| Total | Total     | 0    | 0     | 0      | 0     | 3º      |

## Ligações Externas
- Site oficial do Comitê Olímpico Argentino